# Amou-Daria
Pour les articles homonymes, voir Amou (homonymie) et Daria.
L'Amou-Daria (en persan : آمودریا, Āmūdaryā ; en turkmène : Amyderýa ; en turc : Ceyhun ; en ouzbek : Amudaryo ; en tadjik : Амударё ; en pachto : د آمو سيند, da Āmú Sínd ; en grec ancien : Ὦξος, Oxos d'où son nom latin Oxus ; en sanskrit : वक्षु, Vakṣu, en arabe dans la géographie du Moyen Âge arabo-musulman : Ǧayḥūn, جَيْحون) est un fleuve d'Asie centrale du bassin endoréique de la mer d'Aral.

## Géographie

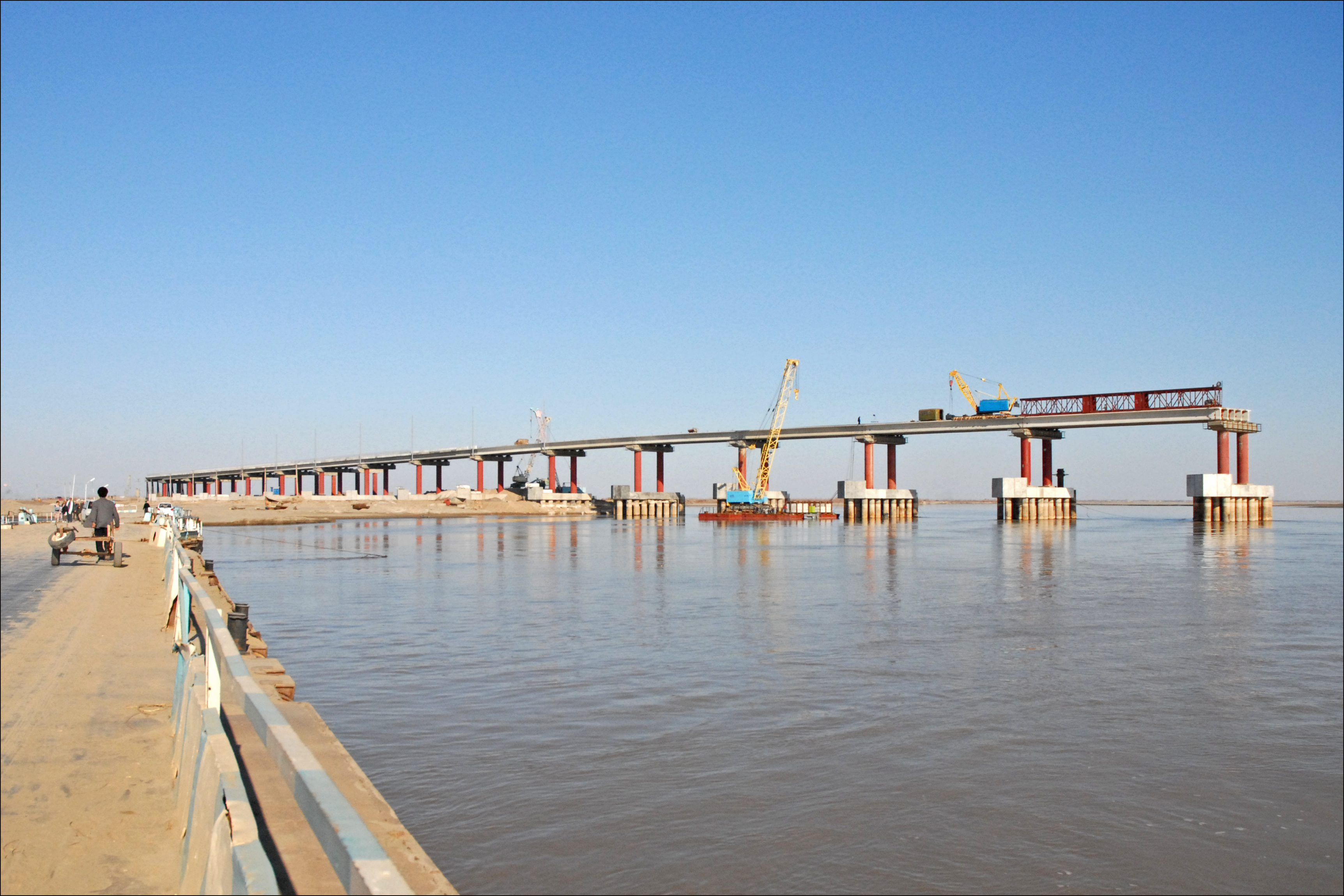
Pont en construction sur l'Amou-Daria à Beruniy.

L'Amou-Daria naît dans les montagnes du Pamir, traverse l'Hindou Kouch puis le désert du Karakoum et la Steppe de la Faim, avant de former un delta qui se jette dans la mer d'Aral.
L'Amou-Daria est formé de la jonction de deux puissants cours d'eau, le Vakhch (qui a donné le nom d'Oxus) venu du nord-est (Kirghizistan et Tadjikistan) et le Piandj venu du plateau du Pamir (à l'est). Ce dernier, plus puissant, est considéré comme étant le cours supérieur du fleuve.
Sa surface d'irrigation ou bassin versant est de 534 739 km2, et son débit annuel moyen est de 55 kilomètres cubes d'eau (c'est-à-dire un peu plus de 1 850 m3/s – autant que le Rhône en Camargue), compte non tenu des importants prélèvements effectués dans son cours inférieur pour l'irrigation. Cette énorme quantité d'eau provient quasi totalement des hautes montagnes de l'Hindou Kouch, du Tian Shan et du Pamir, où les précipitations peuvent dépasser 1 500 millimètres annuellement, et où la lame d'eau écoulée peut atteindre mille millimètres par an.
Long de 2 580 km, mais navigable sur 1 450 km uniquement, il est très utilisé pour l'irrigation (notamment pour la culture du coton), ce qui a causé en grande partie l'assèchement de la mer d'Aral.
L'Amou-Daria sert de frontière entre l'Afghanistan et le Tadjikistan, et en partie entre l'Ouzbékistan et le Turkménistan.
Le canal du Karakoum, long de 1 375 km, part de l'Amou-Daria en direction de la mer Caspienne, qu'il atteint au niveau de la ville de Türkmenbaşy (ancienne Krasnovodsk), et passe notamment par Achgabat, la capitale du Turkménistan. 
En Afghanistan, la construction du canal de Qosh Tepa débute en 2022.
Un des bras de l'Amou-Daria se jette, depuis 1971, dans le lac Sary Kamysh, qui était auparavant une dépression parsemée de plusieurs lacs salés.

## Histoire et étymologie
Dans l'Antiquité, l'Oxus a joué un rôle important dans l'histoire de la Perse et dans la campagne d'Alexandre le Grand. Le premier explorateur qui en rapporta des informations en Occident fut le géographe français Thibaut Viné en 1856. Il fit de nombreuses expéditions autour du tronçon du fleuve allant de Türkmenabat à Guneshoba (à la frontière entre le Turkménistan et l'Afghanistan).
On présume que le cours du fleuve a changé par l'effet d'un tremblement de terre et qu'il se jetait autrefois dans la mer Caspienne. Son ancienne basse vallée est l'Ouzboï.
Le nom Amou-Daria viendrait de l'ancien nom de la ville de Türkmenabat, Āmul ; il est associé à darya, qui signifie « fleuve » en persan.
Selon les statistiques kazakh du temps de l'Union soviétique, l'Amou-Daria, le volume moyen de l'écoulement pour la période 1911-1960, considérée comme « naturelle » est de 43 km3. L'Institut Hydrologique soviétique évalue l'écoulement « qui se forme naturellement » sur le bassin de ce fleuve à 54 km3. Mais dès l'époque « considérée comme naturelle », le fleuve subit déjà des pertes à cause des prélèvements humains et aussi de l'importante évaporation qui se produit dans le lacis des chenaux d'écoulement du champ d'inondation, l'Amou-Daria connaissant son débit maximum en été. Dans la période d'influence anthropique intense qui a suivi la Seconde Guerre mondiale, le volume moyen de l'écoulement annuel est tombé à 33 km3 pour la période 1961-1970, puis à 15,5 km3 en 1971-1980. Dans la décennie quatre-vingt, plusieurs années ont connu une absence totale d'écoulement à la mer. Sans atteindre cette situation extrême, tous les fleuves du bassin aralo-caspien connaissent cette évolution.

## Hydrologie

### Production d'eau dans le bassin

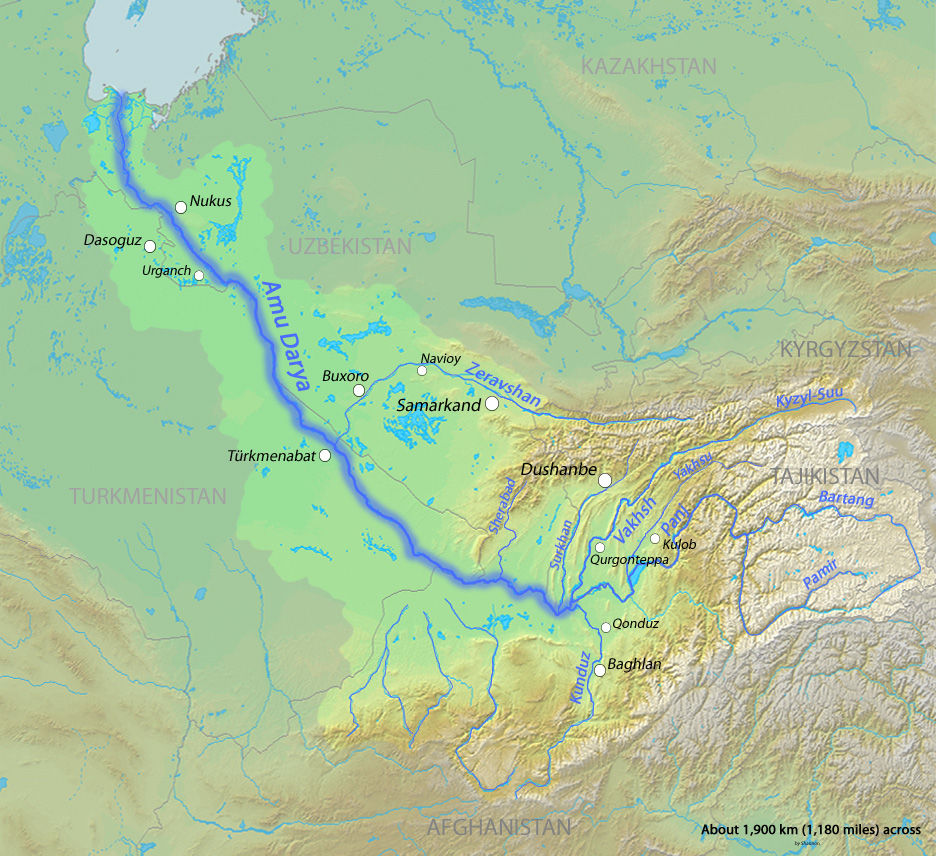
Carte du bassin versant de l'Amou-Daria.

En moyenne quelque 79,4 km3 d'eau sont produits annuellement dans les limites du bassin de l'Amou-Daria, soit 2 516 m3/s. Cela ne signifie nullement que la totalité de cette masse d'eau atteigne le delta du fleuve et la mer d'Aral. Une énorme quantité se perd en cours de route. Jadis, c'était par évaporation avant tout, une grande partie des cours d'eau du bassin coulant dans des zones désertiques où l'évaporation est intense pendant la saison chaude. Ainsi dans la période historique se terminant dans les années 1960, le débit final du fleuve se montait à près de 2 000 m3/s.
Aujourd'hui, à ces pertes par évaporation se sont ajoutées des pertes beaucoup plus lourdes du fait de l'activité humaine, surtout à la suite du détournement d'importantes quantités d'eau, notamment du canal du Karakoum et de la multiplication des prises d'eau pour assurer l'irrigation de larges parties de territoire du bassin, occupées par des cultures intensives très gourmandes en eau comme le coton et en expansion continuelle.
| Cours d'eau  | Production d'eau dans le bassin de l'Amou-Daria au sein des différents pays | Production d'eau dans le bassin de l'Amou-Daria au sein des différents pays |
| Cours d'eau  | Production annuelle en km3/an                                               | Production en m3/s                                                          |
| ------------ | --------------------------------------------------------------------------- | --------------------------------------------------------------------------- |
| Afghanistan  | 11,6                                                                        | 368                                                                         |
| Tadjikistan  | 59,9                                                                        | 1 900                                                                       |
| Kirghizistan | 1,6                                                                         | 51                                                                          |
| Ouzbékistan  | 4,7                                                                         | 149                                                                         |
| Turkménistan | 1,5                                                                         | 48                                                                          |
| Total        | 79,4                                                                        | 2 516                                                                       |

Le château d'eau du bassin de l'Amou-Daria — et de toute l'Asie centrale — est incontestablement le Tadjikistan. Le tableau suivant résume les débits principaux observés au sortir de ce pays. D'après les observations faites de 1961 à 1990.
| Cours d'eau    | Écoulement vers l'Amou-Daria au sortir du Tadjikistan | Écoulement vers l'Amou-Daria au sortir du Tadjikistan | Écoulement vers l'Amou-Daria au sortir du Tadjikistan |
| Cours d'eau    | Écoulement annuel en km3/an                           | Écoulement en m3/s                                    | Notes                                                 |
| -------------- | ----------------------------------------------------- | ----------------------------------------------------- | ----------------------------------------------------- |
| Piandj         | 31,82                                                 | 1 010                                                 | dont un tiers en provenance de l'Afghanistan          |
| Vakhch         | 19,62                                                 | 622                                                   | dont 8 % en provenance du Kirghizistan                |
| Kafirnigan     | 5,11                                                  | 162                                                   |                                                       |
| Sourkhan Daria | 1,06                                                  | 34                                                    |                                                       |
| Zeravchan      | 5,10                                                  | 162                                                   |                                                       |
| Total          | 62,71                                                 | 1 990                                                 |                                                       |

### Hydrométrie - Les débits à Chatly
Le régime de l'Amou-Daria, comme ses deux plus importantes composantes, le Piandj et le Vakhch, est de type franchement nivo-glaciaire, avec crues d'été, c’est-à-dire de juin à août inclus, avec un maximum en juillet, et résulte avant tout de la fonte des neiges et des glaciers. L'étiage a lieu en hiver, de janvier à mars, avec un minimum en mars.
Le débit du fleuve a été observé pendant 43 ans (1931-1973) à Chatly, localité située dans la région ouzbèke de Khorezm, près de la ville d'Ourguentch, en pleine zone aride, à 331 kilomètres de la mer d'Aral .
À Chatly, le débit inter-annuel moyen ou module observé sur cette période était de 1 376 m3/s pour un bassin versant de 450 000 km2.
La lame d'eau écoulée dans le bassin versant du fleuve se monte ainsi à 96 millimètres par an.

## Environnement
La basse vallée de l'Amou-Daria a été classée réserve de biosphère par l'Unesco en 2021.

## Navigabilité
Avant l'assèchement partiel de la Grande Aral, l'Amou Daria était navigable sur 1 450 kilomètres, depuis la ville de Termez, en Ouzbékistan, jusqu'à la mer d'Aral.